# دان (فیلم ۱۹۷۸)
دان (به هندی: Don) فیلمی محصول سال ۱۹۷۸ و به کارگردانی چاندرا باروت است. در این فیلم بازیگرانی همچون آمیتاب باچان، زینت امان، پران، هلن، افتخار ایفای نقش کرده‌اند.

## خلاصه داستان
دان (آمیتاب باچان) خلافکار معروف و خطرناکی است که پلیس یازده کشور به دنبال اوست. زمانی که وی متوجه خیانت یکی از افرادش بنام رامش می‌شود، او و نامزدش را به قتل می‌رساند. خواهر رامش، روما (زینت امان) برای انتقام برادرش وارد گروه دان می‌شود. دان پس از یک تعقیب و گریز و درگیری با پلیس به شدت زخمی و در نهایت کشته می‌شود. بازرس دسیلوا (افتخار) مخفیانه دان را دفن می‌کند و ویجی (آمیتاب باچان) را که شباهت بسیار زیادی به دان دارد به کار می‌گیرد تا با نفوذ به گروه دان، سایر افراد او و سرشاخه اصلی گروه را گرفتار سازد. در این مدت روما هم به هویت اصلی ویجی پی می‌برد. در جریان یک مهمانی پلیس تمام افراد دان را به همراه ویجی دستگیر می‌کند و بازرس دسیلوا کشته می‌شود. تنها کسی که می‌داند ویجی دان نیست. ویجی می‌کوشد تا بیگناهی اش را ثابت کند ولی ناکام می‌ماند. او از چنگ پلیس می‌گریزد تا دفترچه ای را بیابد که نام تمام افراد دان در آن نوشته شده و همچنین در آن ذکر شده که او دان نیست بلکه ویجی است؛ بنابراین بهمراه روما در یک مسیر پر از خطر قدم می‌گذارد و …

## جوایز
- جایزه فیلمفیر بهترین بازیگر نقش اول مرد برای آمیتاب باچان
- جایزه فیلمفیر بهترین خواننده مرد برای کیشور کومار
- جایزه فیلمفیر بهترین خواننده زن برای آشا بوسله